# Ісії Сіґемі
Ісії Сіґемі (яп. 石井 茂巳, нар. 7 липня 1951 —) — японський футболіст, що грав на позиції захисника.

## Клубна кар'єра
Грав за команду Фурукава Електрік.

## Виступи за збірну
Дебютував 1974 року в офіційних матчах у складі національної збірної Японії. У формі головної команди країни зіграв 15 матчів.

## Статистика
Статистика виступів у національній збірній.
| Збірна Японії | Збірна Японії | Збірна Японії |
| Роки          | Ігри          | голи          |
| ------------- | ------------- | ------------- |
| 1974          | 4             | 0             |
| 1975          | 1             | 0             |
| 1976          | 0             | 0             |
| 1977          | 4             | 0             |
| 1978          | 0             | 0             |
| 1979          | 6             | 0             |
| Усього        | 15            | 0             |